# Ernst Kloss
Ernst Kloss (* 7. Februar 1897 in Breslau; † zwischen dem 20. und 22. Februar 1945 ebenda) war ein deutscher Kunsthistoriker.

## Leben
Ernst Kloss, Sohn eines Kaufmanns, studierte von 1916 bis 1923 in Freiburg i.Br. und München Kunstgeschichte und wurde 1923 in München bei Heinrich Wölfflin mit einer Dissertation über Die Entwicklung des deutschen und niederländischen Holzschnittstils im 15. Jahrhundert promoviert. Er nahm am Ersten Weltkrieg teil und erhielt das Eiserne Kreuz 1. Klasse. 1926 wurde er wissenschaftlicher Mitarbeiter am Schlesischen Museum der Bildenden Künste in Breslau, einige Jahre später beim schlesischen Landeskonservator. 1934 publizierte er eine umfassende Monographie über den schlesischen Barockmaler Michael Willmann. 1933 wurde ihm die Direktion des Schlesischen Museums der Bildenden Künste angeboten, da er sich jedoch positiv zur Modernen Kunst äußerte, wurde er am 31. August 1934 entlassen.
Kloss war unter anderem mit den expressionistischen Künstlern Karl Schmidt-Rottluff und Otto Mueller befreundet. Er äußerte offen Kritik am Nationalsozialismus, unterstützte Juden in seinem Umfeld und hatte anscheinend losen Kontakt zum Kreisauer Kreis. Er nahm sich beim Anrücken der Roten Armee auf Breslau 1945 das Leben und wurde im Garten des Hauses Akazienallee 4 (heute: Aleja Akacjowa) bestattet.

## Veröffentlichungen
- Die Entwicklung des deutschen und niederländischen Holzschnittstils im 15. Jahrhundert. Beiträge zu einer Geschichte der Sehformen. Dissertation, München 1923.
- Das Breslauer Evangelistar R. 509 und die Entwicklung der Filigraninitiale. In: Jahrbuch für Kunstwissenschaft, München 1928, S. 192–205.
- Michael Willmann. Leben und Werke eines deutschen Barockmalers, Breslau 1934.
- Die schlesische Buchmalerei des Mittelalters. Deutscher Verein für Kunstwissenschaft, Berlin 1942.
- Drei unbekannte Bilderhandschriften aus der Blütezeit der böhmischen Malerei. In: Zeitschrift des Deutschen Vereins für Kunstwissenschaft 9, 1942, S. 1–22.
- mit Herbert Rode, Wilhelm Stepf, Hilde Eberle: Die Bau- und Kunstdenkmäler des Kreises Tost-Gleiwitz (= Die Bau- und Kunstdenkmäler Schlesiens. Regierungsbezirk Kattowitz. Bd. 5). Breslau 1943.
- Veit Stoß. Der Krakauer Marien-Altar. (= Der Kunstbrief 28). Gebr. Mann, Berlin 1944.